# Mark Spencer (homme politique britannique)
Pour les articles homonymes, voir Mark Spencer et Spencer.
Ne doit pas être confondu avec Marks & Spencer.
Mark Spencer , né le 20 janvier 1970 dans le Nottinghamshire, est un homme politique britannique. Membre du Parti conservateur, il siège à la Chambre des communes du Royaume-Uni pour Sherwood de 2010 à 2024.

## Biographie
Il fréquente les écoles primaires Lambley et Colonel Frank Seely à Calverton. Il est ensuite inscrit au Shuttleworth Agricultural College, dans le Bedfordshire, avant de rejoindre l'entreprise agricole familiale. Ancienne ferme laitière, l’entreprise se diversifie dans la culture de pommes de terre et de légumes et la production d’œufs en plein air, de bœufs et d’agneaux. L'exploitation emploie environ 50 personnes.  
De 1999 à 2000, il est président de la Fédération nationale des clubs de jeunes agriculteurs, ainsi qu'administrateur de la Société royale d'agriculture d'Angleterre. Par la suite, pendant trois ans, il est directeur de l'Exposition honoraire du Royal Show.  
Il est également vice-président du Conseil d'administration de la Woodborough Woods Foundation School, où il préside le comité de discipline. En tant que président du Fonds Lambley Playground, il contribue à amasser plus de 100 000 livres sterling pour fournir de nouveaux équipements de jeu dans le village. Il est également administrateur du Core Center Calverton, un centre d'éducation des adultes. Il est désormais président du Bilsthorpe Heritage Museum. 
En mai 2001, il se présente sans succès comme candidat du parti conservateur au siège du conseil de comté de Nottinghamshire, à Hucknall. Cependant, en 2003, il remporte le troisième siège de la circonscription conservatrice de Ravenshead au conseil de district de Gedling. Il conserve ce siège aux élections locales de 2007. En 2005, Spencer se présente dans un quartier différent pour les élections du conseil du comté de Nottinghamshire et remporta le siège de Calverton pour les conservateurs. il conserve ce siège aux élections locales de 2009 avec une majorité accrue.  

## Carrière parlementaire
Lors des élections générales de 2010, il est élu député pour la circonscription de Sherwood prenant le siège au parti travailliste avec une majorité de 214 voix à la suite de la démission du parlementaire Paddy Tipping. Il est réélu en 2015 et en 2017. Après son élection comme député, il démissionne en tant que conseiller d'arrondissement et conseiller de comté. 
Le 15 juillet 2014, il devient secrétaire parlementaire privé de la secrétaire d'État à l'Environnement, à l'Alimentation et aux Affaires rurales Elizabeth Truss. 
Il travaille sur les questions environnementales et la sécurité énergétique en tant que membre du comité d'audit environnemental et du comité de l'environnement, de l'alimentation et des affaires rurales. Par sa formation en agriculture, Spencer se concentre également au Parlement sur l'agriculture et les communautés rurales, cherchant à ce que la production alimentaire britannique soit reconnue et promue comme "de classe mondiale". 
Lors de la campagne sur le référendum sur l'appartenance du Royaume-Uni à l'Union européenne, en tant que député d'arrière-ban, il choisit de soutenir la position officielle du gouvernement et fait campagne pour que le Royaume-Uni reste dans l'Union européenne. Depuis l'annonce du résultat, il continue à soutenir la direction du parti et préconise maintenant de quitter l'Union européenne. 
Le 24 juillet 2019, il est nommé Whip en chef et Secrétaire parlementaire du Trésor dans le gouvernement Johnson. 
Du 8 février au 6 septembre 2022, il est leader de la Chambre des communes et lord président du Conseil. Il est Ministre d'État à l'Alimentation, à l'Agriculture et à la Pêche du 7 septembre 2022 au 5 juillet 2024 dans les gouvernements Truss et Sunak.